# Henri Dirickx
Henri Dirickx (Duffel, 7 luglio 1927 – Bruxelles, 4 luglio 2018) è stato un calciatore belga, di ruolo difensore.

## Palmarès

### Club

#### Competizioni nazionali
- Tweede klasse: 1

Union St. Gilloise: 1963-1964